# Alessandro Fabian
Alessandro Fabian (Padova, 7 gennaio 1988) è un triatleta italiano.

## Carriera

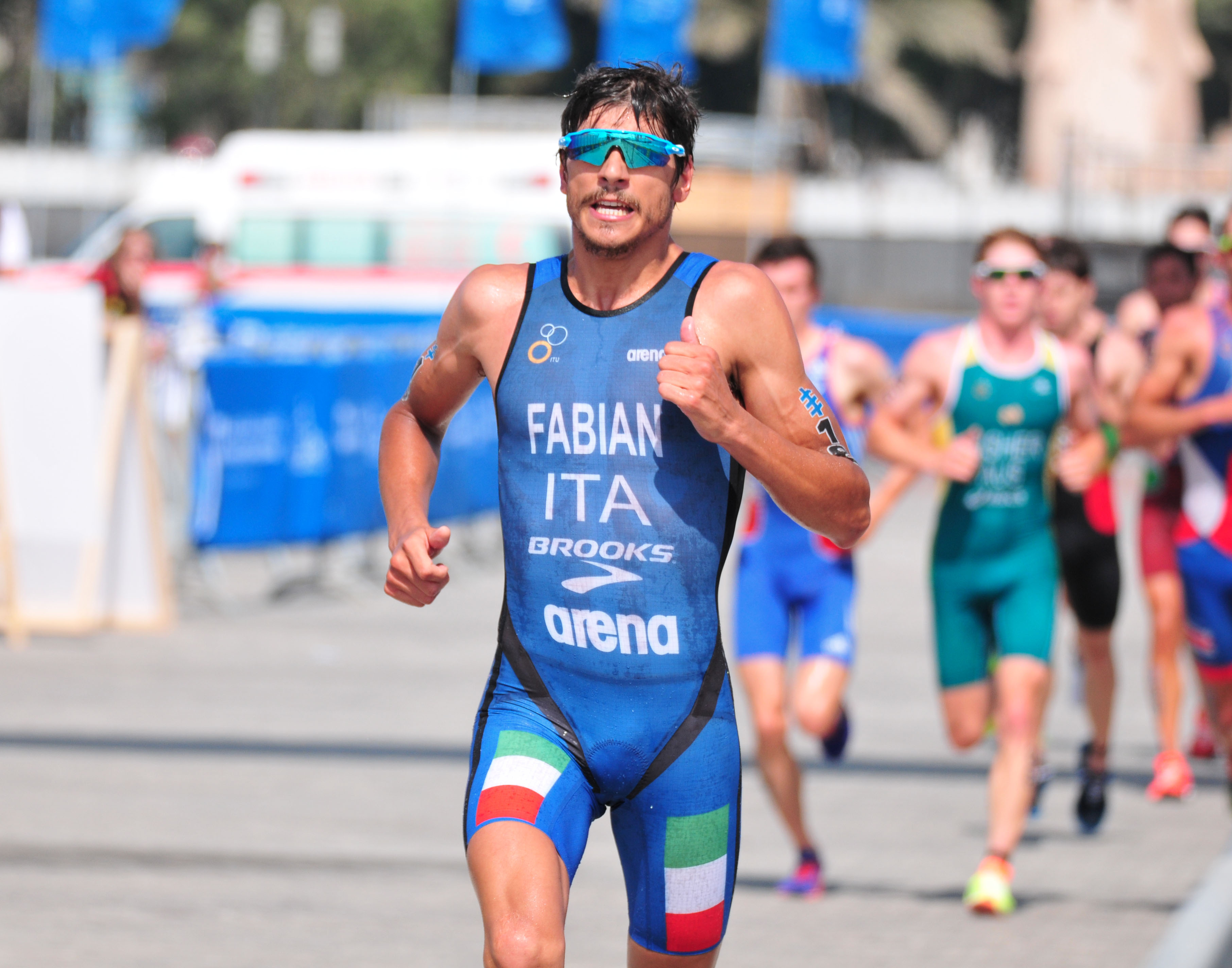
Alessandro Fabian, WTS Abu Dhabi, 2016

Fu campione europeo e mondiale di Duathlon Under 23, e campione italiano assoluto di specialità dal 2009 al 2014.
Si classificò al diciottesimo posto ai campionati del mondo di triathlon del 2006 e all'undicesimo a quelli dei 2007, nella categoria Junior uomini, arrivando undicesimo l'anno successivo e quinto ai campionati del mondo di triathlon del 2010 nella categoria "Under 23 uomini".
Ai mondiali 2010, si piazzò al quinto posto nella categoria "Under 23 uomini". Nella categoria "Elite", si classificò al tredicesimo posto ai Campionati del mondo di triathlon sprint del 2011, gareggiando anche ai Campionati del mondo di triathlon del 2011 nelle gare di Londra, Madrid, Sydney, Pechino e Kitzbühel.
Rappresentò l'Italia ai Giochi olimpici estivi di Londra 2012, giungendo decimo nella prova individuale.
Alla sua seconda partecipazione olimpica a Rio de Janeiro 2016, ottenne il quattordicesimo posto nella prova individuale.

## Risultati

### 2016
- 4° class.  Campionati Europei (26 maggio, Lisbona - P)
- 13° class. III Tappa di Campionato del Mondo (World Triathlon Series) (05 marzo, Cape Town - ZA)
- 13° class. I Tappa di Campionato del Mondo (World Triathlon Series) (05 marzo, Abu Dhabi - EAU)

### 2015
- 8° class. VIII Tappa di Campionato del Mondo (World Triathlon Series) (23 agosto, Stoccolma – SWE)
- 5° class. Campionato Europeo a squadre (12 luglio, Ginevra – CH)
- 8° class. Campionato Europeo (11 luglio, Ginevra – CH)
- 16° class. I Tappa di Campionato del Mondo (World Triathlon Series) (07 marzo, Abu Dhabi - EAU)

### 2014
- 1° class. Campionato Italiano Triathlon Sprint (4 ottobre, Riccione – ITA)
- 2° class. World Cup Alanya (27 settembre, Alanya – TUR)
- 1° class. Campionato Italiano Triathlon Olimpico (14 settembre, Sapri – ITA)
- 10° class. VII Tappa di World Triathlon Series (23 agosto, Stoccolma – SVE)
- 5° class.  Coppa del Mondo (9 agosto, Tiszaujvaros – HUN)
- 7° class.  Campionato del Mondo a squadre (13 luglio, Amburgo – GER) (Charlotte Bonin, Alessandro Fabian, Annamaria Mazzetti, Davide Uccellari)
- 14° class. VI Tappa di World Triathlon Series (12 luglio, Amburgo – GER)
- 2° class.  III Tappa di Bundersliga (6 luglio, Düsseldorf – GER)
- 6° class.  V Tappa di World Triathlon Series (28 giugno, Chicago – USA)
- 1° class.  Campionato Europeo a squadre (23 giugno, Kitzbühel – AUS) (Charlotte Bonin, Alessandro Fabian, Annamaria Mazzetti, Mattias Stainwander)
- 7° class.  Campionato Europeo (22 giugno, Kitzbühel – AUS)
- 5° class.  II Tappa di Bundersliga (14 giugno, Kraichgau – GER)

### 2013
- 1º class. Campionato Italiano triathlon olimpico (1º settembre, Sapri – ITA)
- 6° class. Campionato del Mondo a squadre (Alice Betto, Alessandro Fabian, Annameria Mazzetti, Davide Uccellari) (21 luglio, Amburgo – GER)
- 8° class. VI Tappa di World Triathlon Series (20 luglio, Amburgo – GER)
- 1° class. Garmin TriO Sirmione (30 giugno, Sirmione – ITA)
- 8° class. III Tappa di Gran Prix (25 giugno, Sant Jan du Monts – FRA)
- 3° class. Campionato Europeo a squadre (Alice Betto, Alessandro Fabian, Annameria Mazzetti, Davide Uccellari) (17 giugno, Alanya – TUR)
- 2° class. Campionati Europei (16 giugno, Alanya – TUR)
- 5° class. IV Tappa di World Triathlon Series (2 giugno, Madrid – SPA)
- 8° class. Coppa del Mondo (6 maggio, Palamos – SPA)

### 2012
- 13º class. VII Tappa di World Triathlon Series (21 ottobre, Auckland – NZL)
- 2º class. Coppa Europa (29 settembre, Palermo – ITA)
- 7º class. Campionato del Mondo a squadre (Alice Betto, Alessandro Fabian, Annameria Mazzetti, Davide Uccellari) (26 agosto, Stoccolma – SVE)
- 8º class. VI Tappa di World Triathlon Series (25 agosto, Stoccolma – SVE)
- 10º class. Olimpiadi 2012 (7 agosto, Londra - UK)
- 13º class. V Tappa di World Triathlon Series (21 luglio, Amburgo – GER)
- 1° class. Campionato Italiano Triathlon Olimpico (14 luglio, Tarzo – ITA)
- 5º class. IV Tappa di World Triathlon Series (27 maggio, Madrid - SPA)
- 8º class. Coppa del Mondo (6 maggio, Huatulco – Messico)
- 5º class. Campionati Europei (21 aprile, Eilat - Israele)
- 5º class. Coppa Europa (31 marzo - Quarteira - Portogallo)
- 5° class. IV Tappa di World Triathlon Series (2 giugno, Madrid – SPA)

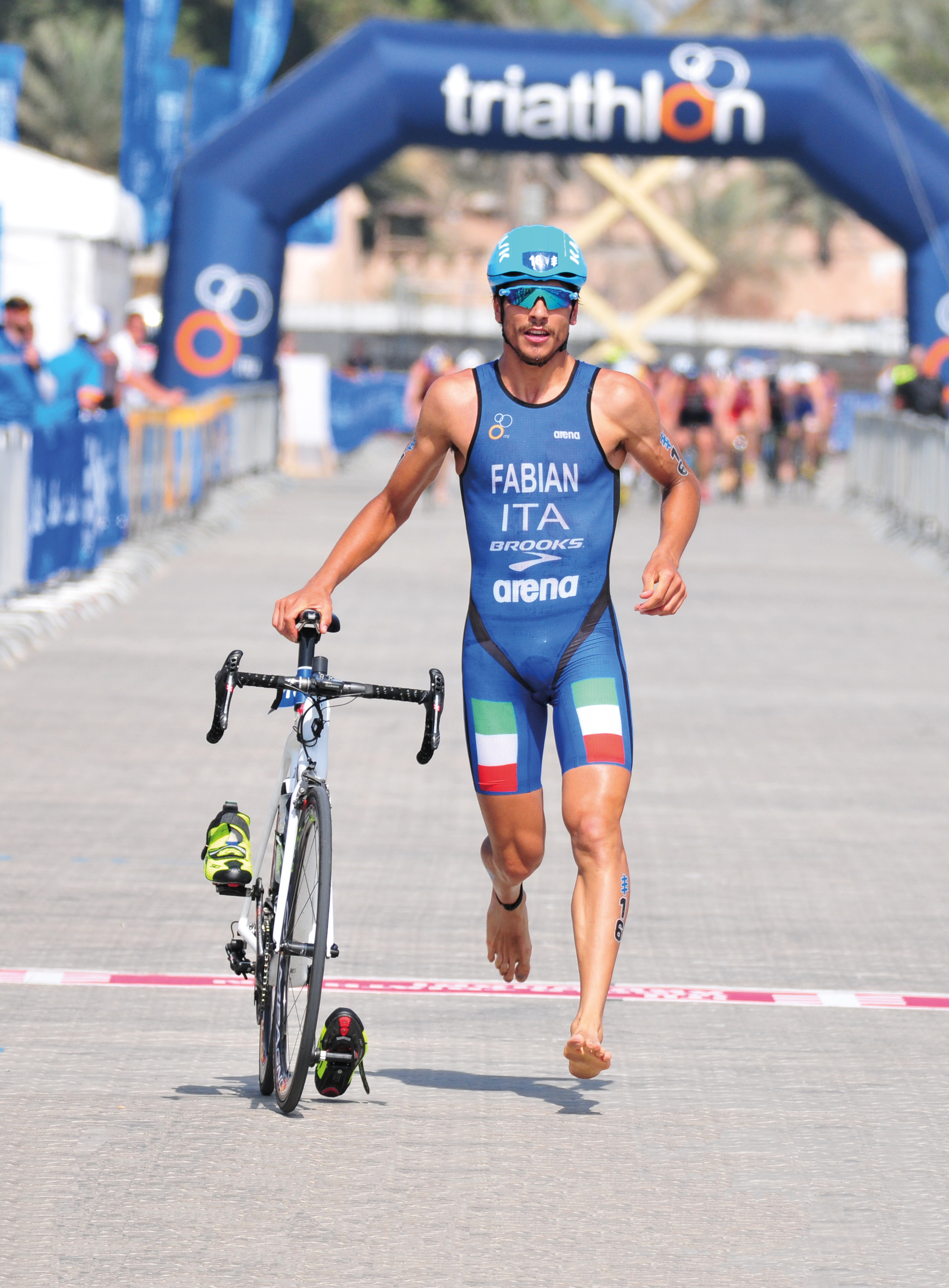
Alessandro Fabian, WTS Abu Dhabi, 2016

### 2011
- 5º class. V tappa di Grand Prix (17 settembre 2011, La Baule - Francia)
- 17º class. VI tappa di World Triathlon Series (10 settembre 2011, Pechino - Cina)
- 13º class. Campionato del Mondo Triathlon Sprint (21 agosto 2011, Losanna – Svizzera)
- 5º class. Campionato Europeo (25 giugno 2011, Pontevedra - Spagna)
- 14º class. III tappa di World Triathlon Series (18 giugno 2011, Kitzbuhel - Austria)
- 13º class. II tappa di World Triathlon Series (5 giugno 2011, Madrid - Spagna)
- 1º class. I tappa di Coppa Panamericana (17 gennaio 2011, La Paz - Argentina)

### 2010
- 2º class. Coupe de France (9 ottobre 2010, Parthenay - Francia)
- 3º class. generale all'Iron Tour (gara a tappe dal 29 settembre 2010 – 3 ottobre 2010, Francia)
- 5º class. Campionato del Mondo Under 23 (11 settembre 2010, Budapest - Ungheria)
- 6º class. Campionato Europeo Under 23 (28 agosto 2010, Vila Nova de Gaia - Portogallo)
- 15º class. IV Tappa di World Triathlon Series (17 luglio 2010, Amburgo - Germania)
- 4º class. Tappa di Coppa Europa (22 maggio 2010, Senec - Slovacchia)
- 11º class. Coppa Europa (11 aprile 2010, Quarteira - Portogallo)
- 1º class. Tappa di Coppa Panamericana (17 gennaio 2010, La Paz - Argentina)
- 1º class. Tappa di Coppa Panamericana (10 gennaio 2010, Vigna de Mar - Cile)

### 2009
- 1º class. Campionato del Mondo Duathlon Under 23 (27 settembre 2009, Concord - USA)
- 4º class. Tappa di Coppa Europa (23 agosto 2009, Karlovy Vary - Repubblica Ceca)
- 2º class. Campionato Europeo triathlon Under 23 (20 giugno 2009, Tarzo - Italia)
- 1º class. Campionato Europeo Duathlon Under 23 (24 maggio 2009 Budapest - Ungheria)

### 2008
- 2º class. Campionato del mondo Under 23 di duathlon (27 settembre 2008, Rimini - Italia)
- 4º class. Campionati Europei Under 23 squadre (7 settembre 2008, Pulpi - Spagna)
- 7º class. Campionati Europei Under 23 (6 settembre 2008, Pulpi - Spagna)
- 6º class. Campionati del Mondo Militari (19 giugno 2008, Otepaa Puhajarve - Estonia)
- 11º class. Campionati del Mondo Triathlon Under 23 (8 giugno 2008, Vancouver - Canada)
- 6º class. Tappa di Coppa Europa (18 maggio 2008, Brno - Repubblica Ceca)
- 4º class. Campionati Europei assoluti a squadre (10 maggio 2008, Lisbona - Portogallo)